# Kjell Bengtsson (scoutledare)
Kjell Gustaf Boyd Bengtsson, född 3 juli 1904, död 21 april 1988, var en svensk scoutledare.
Bengtsson blev civilingenjör 1928 och arbetade från samma år vid AB Stockholms Bryggerier. Han var från 1933 ledamot av svenska scoutrådet och från 1947 dess ordförande. Bengtsson var ledamot av KFUM:s scoutförbunds högkvarter och förbundets souschef från 1947. Han är begravd på Norra begravningsplatsen utanför Stockholm.